# The Cross of My Calling
The Cross of My Calling är ett album av den svenska rockgruppen The (International) Noise Conspiracy, utgivet i november 2008. Det släpptes på Burning Heart Records i Sverige och på Vagrant/American Recordings i USA.
Liksom föregångaren Armed Love producerades albumet av Rick Rubin. Det spelades in i studion Sunset Sound i Hollywood, där tidigare bland annat The Doors spelat in ett par av sina album. Detta tog bandet fasta på genom att inkludera vissa Doors-influenser på Cross of My Calling, bland annat i form av ett orgelsolo på "Child of God".

## Låtlista
Samtliga låtar skrivna av The (International) Noise Conspiracy.
1. "Intro" - 2:09
2. "The Assassination of Myself" - 3:28
3. "Dustbins of History" - 2:31
4. "Arm Yourself" - 3:22
5. "Hiroshima Mon Amour" - 3:31
6. "Boredom of Safety" - 2:58
7. "Child of God" - 4:58
8. "Interlude" - 1:41
9. "I Am the Dynamite" - 3:38
10. "Washington Bullets" - 2:27
11. "Satan Made the Deal" - 3:06
12. "Storm the Gates of Beverly Hills" - 3:35
13. "Black September" - 3:07
14. "The Cross of My Calling" - 8:39